# Те Різдво
«Те Різдво» (англ. That Christmas) — британський анімаційний різдвяний фентезійний комедійний фільм 2024 року, створений компаніями Locksmith Animation та DNEG Animation, режисером якого став Саймон Отто. За сценарієм Річарда Кертіса та Пітера Соутера, фільм складається з переплетених сюжетних ліній, заснованих на оповіданнях зі збірки «Це Різдво та інші історії» Кертіса та ілюстраторки Ребекки Кобб. Головні ролі озвучили Браян Кокс, Фіона Шоу, Джоді Віттакер і Білл Наї.

## Сюжет
Санта-Клаус розповідає про своє найважче завдання, що трапилося йому в приморському містечку Веллінгтон-он-Сі, розташованому на узбережжі графства Саффолк в Англії.
Мешканці містечка готуються до святкування Різдва, в місцевій школі повинна відбутися дитяча вистава. Дівчинка Бернадетт Макнатт, місцева бунтарка з ліберальними поглядами, прагне змінити усталені традиції, організовуючи альтернативну різдвяну виставу, яка викликає неоднозначну реакцію серед батьків (так, вона заявляє, що Христос у наші дні хотів би бути влаштувати «вегетаріанське мультикультурне свято»). Денні Вільямс, новий мешканець містечка, який переживає розлучення батьків, ледь не пропускає свою репліку під час вистави, задивившись на Сем Бекклз, дівчину, до якої він відчуває таємну симпатію. Але Чарлі, її сестра-близнючка, втручається, щоб публічно принизити Нішу Мулджі, хуліганку, яка знущається з Сем.
Чарлі, під час спільної поїздки додому на велосипедах, висміює страхи Сем, в той час, як родина Макнатти повертається з сусідами. Денні використовує стікери для обміну повідомленнями з місіс Вільямс, обговорюючи шкільну постановку та виражаючи свою симпатію до Сем. У спільній кімнаті Сем намагається переконати Чарлі поводитися як слід заради Санта-Клауса, але її зусилля залишаються безрезультатними.
Наступного дня Бернадетт, Іві, Ніша, Тедді та Скарлетт граються разом, поки Сем і Чарлі насолоджуються сніжними розвагами. Місіс Вільямс не отримує повідомлення про закриття школи через наближення хуртовини, а Денні, намагаючись уникнути уроків, зустрічає міс Трапер, вчительку, яка змушує його повернутися на уроки для покращення його оцінок. Тим часом родини Макнатти та Форест, разом з місіс Мулджі, планують звернутися до Бернадетт з проханням наглядати за дітьми під час їхньої майбутньої поїздки на весілля.
Сем стає свідком того, як Чарлі влаштовує розіграш сусідці, яка жорстоко поводиться зі своєю собакою. Внаслідок цього, їхня мати, місіс Бекклз, робить догану Чарлі та зобов'язує їх до читання, поки вона виконує на фортепіано композицію «Santa Claus Is Coming to Town», при цьому Сем помічає, що Чарлі щось викреслює на аркуші паперу. Під час десятихвилинної перерви міс Трапер вчить Денні правильно ліпити сніговика, і решту дня вони проводять в снігових розвагах. А дорогою додому Денні помічає, що міс Трапер засмучена.
Внаслідок негоди, що перешкодила доставці м'яса, родина Бекклз вимушена купувати індиків у фермера Іррелла, відомого жорстоким ставленням до тварин. Сем протестує проти такого рішення, але родина наполягає на поїздці, бо «без індички це не Різдво». На фермі Чарлі намагається звільнити птахів, поки Сем відволікає фермера Іррелла, що призводить до загальної метушні. Сем докоряє Чарлі за її дії, побоюючись наслідків.
Місіс Вільямс пропонує Денні відвідати крамницю Сем для придбання солодощів для батька. Денні нервово готує промову, але, побачивши її, завмирає. Виявивши крамницю закритою, Денні відхиляє запрошення Сем увійти, в той час, як Чарлі жартує про щодо її симпатії до нього.
Після весільної церемонії дорослі постають перед труднощами повернення додому через сніжну бурю. Уникаючи збиття індика, вони з'їжджають з дороги й скочуються вниз по схилу з мосту. Вони повідомляють дітям, що повернуться додому пізніше, ніж очікували, і просять їх залишитися на ніч разом.
Приїхавши додому, Денні отримує дзвінок від батька, який повідомляє, що не зможе приїхати через хуртовину. Сем прибирає частину кімнати Чарлі. Поки діти готуються до сну і засинають, Іві висловлює своє розчарування тим, що її батьків немає вдома. Поки Денні засинає разом з мамою, Санта приїжджає до Веллінгтона з Дешером і, дізнавшись про ситуацію в житті Денні, залишає йому повну панчоху і квадроцикл перед його будинком. Санта, отримавши інформацію про обставини, що склалися з дітьми, залишає їм унікальні подарунки. Зауваживши, що Сем була чемна, а Чарлі — неслухняна, Санта випадково плутає близнюків, залишаючи подарунки Чарлі. Прокинувшись, Чарлі радіє подарункам, але, помітивши порожню панчоху Сем, усвідомлює, що подарунки призначалися сестрі, і перекладає їх у панчоху Сем, після чого лягає спати. Санта, усвідомлюючи справжню доброту Чарлі, повертається до Веллінгтона.
На ранок Різдва Чарлі прокидається від радісних вигуків Сем і вітає її. Сем вказує на різдвяну панчоху Чарлі, яка виявляється наповненою. Близнюки демонструють свої знахідки батькам, а Чарлі знаходить у своїй панчосі значок з написом «офіційно хороша», але вирішує не показувати його родині. Після пробудження діти знаходять свої подарунки, і Бернадетт організовує для них «нетрадиційне» святкування Різдва за їхніми бажаннями з піцою та кока-колою. Під час гри в хованки Іві вдається непомітно вислизнути на вулицю. Радісний Денні засмучується, коли дізнається, що місіс Вільямс змушена працювати через хворобу матері на маяку Білла. Місіс Вільямс після невеликої суперечки йде, а Денні, побачивши міс Трапер на самоті, пропонує їй спільний обід, проте міс Трапер відмовляється і закликає його подивитися на ситуацію з погляду матері. Чарлі випадково пошкоджує різдвяну прикрасу, а Сем ставить собі питання звідки у сестри подарунки.
Тим часом батьки намагаються піднятися на схил, а містер Макнатт дарує своїй дружині повністю заряджений телефон. Після суперечки щодо приховування телефону, вони дзвонять до своїх дітей та в службу порятунку. Після того, як ніхто не відповів, містер Форест вирішує зателефонувати міс Трапер, оскільки інші її бояться. Отримавши інформацію про застряглих автомобілістів, міс Трапер просить Денні допомогти їй переконати фермера Іррелла в їхньому порятунку. Після повернення додому, батьки зустрічають радісних дітей, а Денні допомагає місіс Вільямс у створенні іглу зі снігу. Під час прибирання своєї частини кімнати, Сем знаходить записи Чарлі, що свідчать про її наміри допомогти Сем, включаючи план їхнього зближення з Денні. Денні та місіс Вільямс примиряються та пропонують міс Трапер приєднатися до них за вечерею, але вона відмовляється, занурюючись у спогади, розглядаючи особисті речі її покійного чоловіка Джеймі.
Макнатти, Форести та місіс Мулджі, виявивши зникнення Іві, організовують масштабні пошуки, залучаючи до них усіх мешканців міста. Міс Трапер просить Денні відвезти її до будинку Макнаттів, де бере на себе керівництво пошуковою операцією. В процесі пошуків батьки близнюків висловлюють невдоволення щодо методів Чарлі, але Сем захищає її, аргументуючи її унікальний підхід. Дівчата, продовжуючи пошуки, зустрічають Денні та приєднуються до нього на квадроциклі. Помітивши маяк, трійця просить Білла пошукати її і посвітивши на предмет на снігу, бачать, що Бернадетт близько до нього. Бернадетт бачить предмет і, зрозумівши, що це улюблена іграшка Іві, йде по слідах до води, де, охоплена горем, падає на коліна, оплакуючи можливу втрату сестри, після чого Денні, Сем та Чарлі прибувають, щоб її втішити.
Спостережливість Денні дозволяє виявити сліди, які освітив Білл, що приводять групу до Іві, яка переховується в пляжних будинках з індиками. Бернадетт обіймає Іві, поки інші повідомляють місту, що Іві знайдено. З приїздом батьків, Бернадетт просить вибачення у своєї матері за інцидент, і місіс Макнатт приймає її вибачення. Бернадетт визнає Денні героєм за його ідею з маяком, і Денні, за підтримки Чарлі, запрошує Сем на побачення. На День подарунків, Білл разом з Денні, Сем, Чарлі, Бернадетт, Іві, Нішею, Тедді, Скарлет, Макнаттами, місіс Мулджі, Форестами, міс Трапер та місіс Вільямс, збираються на пляжі для святкового купання.
Санта-Клаус робить висновок, що справжній подарунок — це доброта одних людей до інших.

## Ролі озвучували
| Актор            | Роль                      | Актор українського дубляжу |
| ---------------- | ------------------------- | -------------------------- |
| Браян Кокс       | Санта-Клаус               | Юрій Гребельник            |
| Фіона Шоу        | міс Трапер                | Ольга Радчук               |
| Джоді Віттакер   | місіс Вільямс             | Катерина Буцька            |
| Лоллі Адефопе    | місіс Макнатт             | Тамара Морозова            |
| Кетрін Паркінсон | місіс Форест              | Лідія Муращенко            |
| Сіндху Ві        | місіс Мулджі              | Наталія Задніпровська      |
| Індія Браун      | Бернадета «Берні» Макнатт | Галина Дубок               |
| Зейзі Гейгерст   | Сем Бекклз                | Софія Желізняк             |
| Сієнна Сеєр      | Чарлі Бекклз              | Таісія Кривов'яз           |
| Джек Вишневскі   | Денні Вільямс             | Владислав Васицький        |
| Розі Кавальєро   | місіс Беклс               | Анастасія Зіновенко        |
| Куху Агарвал     | Ніша Мулджі               | Єсенія Селезньова          |
| Бронте Сміт      | Ів «Іві» Макнатт          | Валерія Мялковська         |
| Фредді Спрай     | Тедді Форест              | Ілля Локтіонов             |
| Ава Телбот       | Скарлет Форест            | Яна Кривов'яз              |
| Ріс Дарбі        | містер Макнатт            | Дмитро Терещук             |
| Білл Наї         | доглядач маяка Білл       |                            |
| Пол Кей          | фермер Іррелл             |                            |

### Український дубляж
Студія: Так Треба Продакшн
Режисерка дубляжу: Наталія Надірадзе
Перекладачка: Поліна Новікова
Спеціаліст зі зведення звуку: Юрій Гелун
Менеджерка проєкту: Валерія Антонова
Додатковий акторський склад: Андрій Вільколек, Сергій Гутько, Сергій Ладєсов, Владислав Пупков, Володимир Терещук, Людмила Чиншева.

## Виробництво
У листопаді 2019 року було оголошено, що Locksmith Animation розробляє анімаційний повнометражний фільм «Порожня панчоха» за мотивами дитячої різдвяної книжкової трилогії «Це Різдво та інші історії» Річарда Кертіса. У червні 2021 року Locksmith оголосив, що Саймон Отто стане режисером фільму, який стане його режисерським дебютом, а фільм отримав нову назву «Те Різдво». У травні 2022 року компанія Locksmith підтвердила, що доручила цифровий продакшн фільму компанії DNEG Animation після їхньої співпраці над першим анімаційним повнометражним фільмом «Щось не так з Роном» (2021). У червні 2022 року «Те Різдво» був представлений як частина серії анімаційних фільмів Netflix з першим кадром фільму. 20 березня 2024 року Браян Кокс, Фіона Шоу, Джоді Віттакер і Білл Наї були затверджені на озвучення головних героїв фільму.

## Музика
У листопаді 2023 року було оголошено, що Джон Павелл стане композитором фільму. У серпні 2024 року анонсували, що англійський співак і автор пісень Ед Ширан напише пісню для фільму під назвою «Under the Tree». Пісня Ширана вийшла як цифровий сингл 26 листопада 2024 року. Окремий альбом з композиціями Джона Павелла був виданий у цифровому форматі 4 грудня 2024 року.

## Прем'єра
Прем'єра фільму «Те Різдво» відбулася на Лондонському кінофестивалі BFI 19 жовтня 2024 року, а 4 грудня 2024 року фільм вийшов на Netflix. Спочатку фільм мав вийти в прокат студією 20th Century Fox в рамках угоди з Locksmith Animation, поки Disney не придбав студію у 2019 році. Покинувши студію Fox і оголосивши про нову угоду з Warner Bros. Pictures та Warner Animation Group у жовтні 2019 року, фільм спочатку планували випустити в широкий прокат, але в червні 2022 року права на дистрибуцію по всьому світу отримав Netflix.

## Оцінки критиків
За даними Rotten Tomatoes, 65 % зі 40 критиків позитивно оцінили фільм, надавши йому середню оцінку 5,9 бала з 10. На платформі Metacritic фільм отримав середній бал 60 зі 100 на основі відгуків 13 кінокритиків, що відповідає категорії «змішані або середні».